# Limnophila heterophylla
Limnophila heterophylla là một loài thực vật có hoa trong họ Mã đề. Loài này được (Roxb.) Benth. mô tả khoa học đầu tiên năm 1835.